# Нечуй. Немов. Небач
«Нечуй. Немов. Небач» — роман українського письменника Петра Яценка, виданий 2017 року видавництвом «Піраміда». Роман заснований на епізодах з біографії українського письменника Івана Нечуя-Левицького. Книгу написано в жанрі стимпанку.

## Сюжет
Події в романі розгортаються в кінці XIX століття, у так звану Вікторіанську епоху, для якої був характерний динамічний розвиток промисловості, наук, суспільних рухів та мистецтва. У великій Грі зійшлися найбільша імперія, яка намагається продовжити своє існування, та загадковий письменник з механічним серцем.
Бурхливе кохання Івана Левицького, відомого як Нечуй, зрада та відданість в епоху досконалих парових машин. Факти з життя української богеми, які не ввійшли до шкільних підручників. Громада культурних супергероїв, які об'єдналися, аби врятувати свій народ. На їхньому боці — прихована зброя, реліктові істоти, підкуп, гострота розуму, енциклопедичні знання та швидкість реакції.
Реконструйована біографія одного з найталановитіших, найзагадковіших і найнедооціненіших письменників XIX-ХХ століть Нечуя-Левицького занурює читача надзвичайно захопливі часи завдяки призабутому жанру кінороману.

## Цитата
На мою думку, Нечуй-Левицький недооцінений. Ми знаємо дуже багато інших культурних героїв, і Нечуй-Левицький, звичайно, в цьому пантеоні. Насправді, він дуже загадкова особистість. Він прожив 80 років і помер у 1918, коли Україна на короткий час здобула незалежність. Але відомостей про його життя лишилось не так багато. Це людина — загадка. Я вирішив реконструювати деякі епізоди його життя, базуючись на невеликих відомих нам фактах (Петро Яценко). 